# District de Taskala
Le district de Taskala (en kazakh : Тасқала ауданы) est un district de l'oblys du Kazakhstan-Occidental au Kazakhstan.

## Géographie
Le centre administratif du district est Taskala.

## Démographie
En  2013, le district a une population estimée à 17 091 habitants.